# Вулиця Лесі Українки (Львів)
Ву́лиця Ле́сі Українки — вулиця у Галицькому районі міста Львова, в історичному центрі міста, що сполучає проспект Свободи з вулицею Підвальною. Утворює перехрестя з вулицями Театральною, Краківською та Друкарською.

## Історія
У 1781 було демонтовано мури в районі Краківської брами, завдяки цьому розширилась вулиця Нижня Вірменська (сучасна вулиця Лесі Українки). У 1811 році вулиця сполучена з валом, а через нього з передмістям.
У 2012 році була проведена реконструкція проїжджої частини, після чого вулиця Лесі Українки майже повністю стала пішохідною.

## Назва
Сучасна вулиця Лесі Українки складається з трьох ділянок, які свого часу мали різні назви.
Ділянка вулиці між сучасними вулицею Театральною та вулицею Краківською
- до кінця XVIII століття — вулиця Краківська бічна.

Ділянка вулиці між сучасними проспектом Свободи та вулицею Театральною
- у 1844 — 1871 роках належала до вулиці Театральної.

Ділянка вулиці між сучасними вулицею Краківською та вулицею Підвальною
- кінець XVIII століття — 1871 рік — вулиця Вірменська нижня.

1871 року три вулиці об'єднали в одну — Скарбківську, названу так на честь графа Станіслава Скарбека, засновника театру свого імені (нині Національний академічний український драматичний театр імені Марії Заньковецької) на цій вулиці, але й її не оминула хвиля перейменувань, переважно у зв'язку зі змінами політичних режимів:
- лютий-серпень 1941 року — вулиця Лесі Українки, на честь Лесі Українки, української письменниці, перекладачки, культурної діячки[8].
- серпень—листопад 1941 року — вулиця Скарбковська, повернена передвоєнна назва вулиці.
- листопад 1941 — липень 1944 року — на часі німецької окупації, Альтштадштрассе (вулиця Староміська).
- липень—грудень 1944 року — вулиця Скарбківська, вдруге повернена передвоєнна назва вулиці.
- від грудня 1944 року — сучасна назва — вулиця Лесі Українки[9].

## Забудова
В архітектурному ансамблі вулиці Лесі Українки переважають ренесанс, бароко, класицизм, віденська сецесія. Більшість будинків внесено до реєстрів пам'яток архітектури національного та місцевого значення.
№ 1 — театр Скарбека, збудований у 1837—1842 роках на площі Каструм, що утворилася у 1802 році після розібрання давнього Низького замку за проєктом віденського архітектора Людвика Піхля, будівництвом керував львівський міський архітектор Йоган Зальцман. Будинок є характерним зразком пізнього класицизму у варіанті віденської архітектурної школи. Згідно декрету 1783 року імператора Йосифа ІІ, граф Станіслав Скарбек, який був фундатором будівництва, отримав привілей на утримання театру без сплати податків на 50 років й одночасно став директором театру. Урочисте відкриття відбулося 28 березня 1842 року виставою «Життя як сон» за п'єсою австрійського драматурга Франца Ґрільпарцера. З 1900 року приміщення Театру Скарбека починає занепадати, оскільки в цей час поряд розпочалося будівництво Великого міського театру (тепер Львівський національний академічний театр опери та балету імені Соломії Крушельницької). Після смерті Станіслава Скарбека в 1848 році театр очолює колегія із провідних акторів трупи. Приблизно з 1906 року, коли вже починає повноцінно функціонувати сцена Великого міського театру, театральне приміщення графа Скарбека стає другорядною сценою у місті. Це приміщення використовують як філармонію або для виступів гастрольних труп чи окремих театральних зірок того часу, які відвідують Львів. У 1913 році Людвіг Кухар відкрив у приміщенні колишнього театру Скарбека кінотеатр «Лев», найбільший і найкращий у Львові на той час. Кінотеатр «Лев» працював до початку другої світової війни, у 1931 році змінивши назву на «Атлантик». Під час другої світової війни німецька адміністрація у Львові в театрі Скарбека організувала філармонію на стаціонарній основі. З відходом німецьких військ і другою радянською окупацією почався новий етап історії функціонування цього приміщення, коли театр став домівкою для заньківчан. Від радянських часів й донині в колишньому театральному приміщенні графа Скарбека функціонує Національний академічний український драматичний театр імені Марії Заньковецької. У 1871 році в фоє театру був встановлений пам'ятник Станіславові Скарбеку (скульптор Парис Філіппі), який прибрали в радянські часи. У 1997 році за ініціативи головного художника театру Мирона Кипріяна на стіні лівого крила фоє встановлений медальйон із портретним зображенням Станіслава Скарбека (скульптор Дмитро Крвавич). У фоє другого поверху розташована скульптура Марії Заньковецької (скульптор Лука Біганич). На лівому крилі будинку 1971 року встановлена художньо-меморіальну таблицю з нагоди 100-ліття від дня народження української поетеси Лесі Українки (скульптор Еммануїл Мисько). Будинок театру є одним із найбільших у Європі та пам'яткою архітектури національного значення під охоронним № 1286.
№ 5 — тут у міжвоєнний період містилася польська кредитна спілка. У 1940-х—1950-х роках тут містився народний суд другої дільниці Сталінського району м. Львова. Нині тут функціонує громадська приймальня депутатів львівської міської ради.
№ 8 — тут міститься мистецька галерея «Меланка Арт». У галереї експонуються роботи як відомих іменитих митців так і молодих талановитих художників, скульпторів, емальєрів. Формат роботи — виставки-продаж. Родзинкою галереї є авторські прикраси митців-ювелірів. 
№ 10 — колишній монастир вірменських бенедиктинок, при якому існувала середня семикласна школа. У 1872 році проведено реконструкцію за проєктом Едмунда Келера.
№ 11 — будинок, споруджений 1873 року за проєктом Юзефа Мецького. Наступного року надбудовано ще поверх. У цьому будинку від народження й до 1913 року мешкав поет Леопольд Стафф. 1913 року будинок перейшов у власність Зигмунта Кеффлера. Його розібрано і до наступного року споруджено новий модерністичний, за проєктом, виконаним у бюро Станіслава Борковського. У 1940-х—1950-х роках тут працювала артіль імені В. І. Леніна львівського облтліспромсоюзу. Тепер перший поверх будинку займає продуктова крамниця ТМ «Рукавичка».
№ 12 — триповерховий мурований житловий будинок, споруджений наприкінці XVII століття. Був частиною давньої Резиденції вірменських вікаріїв. У 1852 році його власником був Генріх Шмідт. У XIX столітті сформувався сучасний вигляд будинку з внутрішнім подвір'ям, відгородженим муром. За Польщі в будинку містився публічний ломбард «Монс-Піус». Після другої світової війни будівля перейшла у власність міста. В частині будинку, де знаходився ломбард «Монс-Піус», розмістили реставраційні майстерні, а іншій, від вул. Лесі Українки, залишився житловим.
№ 13, 15 — будинки купців Самсона та Зиґмунта Кеффлерів. Існував первинний проєкт Адольфа Піллера 1912 року, який ліг в основу подальших планів. Головний фасад від вулиці Лесі Українки та тильний фасад, що виходить на вулицю Гавришкевича, 4 були повністю змінені в стилістиці «раціональної» сецесії з елементами неокласицизму та реалізовані Зигмунтом Шмукером у 1913—1914 роках.
На сходовій клітці будинку № 15 зберігся вітраж з неокласичними мотивами. У цьому ж будинку у міжвоєнний період діяла синагога «Га-рав Йосеф Шоіль Натанзон». У 1935-1939 роках будинки належали підприємцям Шулім Райс та Ліпе Кратц.
№ 16 — у подвір'ї будинку збереглися елементи вірменського житлового будівництва XVI століття — сім кам'яних балконних консолей, прикрашених різьбленими зображеннями лицарів, левів та химер, наличники другого поверху оздоблені вірменськими написами, портал декорований орнаментом.
№ 21 — будівля колишньої бурси імені Юзефа Торосевича. Бурса була заснована у 1865 році стараннями львівського лікаря Юзефа Торосевича, вірменина за походженням, який намагався піклуватися про вірменську молодь, що приїхала до Львова навчатися в місцевих школах. Для цих потреб спеціально була придбана кам'яниця у вірменської родини Кшиштофа та Катажини Баронч при тодішній вулиці Скарбковській, 21 за суму близько 180000 рейнських злотих у цінних паперах. Діяльність бурси регулювалася «Установою Наукового закладу імені Торосевича», підписаним 19 березня 1864 року. Навчання в бурсі було безкоштовним. На навчання приймалися хлопчики віком від 7 до 18 років, які до того відвідували початкові та середні школи. Через відсутність власної семінарії цей заклад також повинен був слугувати нижчою семінарією для хлопців, які бажали в майбутньому обрати священство. У 1882 році в стінах бурси навчалося близько 50 хлопчиків. Однак справжній розквіт цієї установи став результатом роботи отця Каєтана Каєтановича, котрий керував закладом з часу його заснування. Священик все своє життя присвятив бурсі, яку очолював упродовж 35 років. Він не відмовився від свого керівництва навіть тоді, коли його висунули 1880 року проректором вірменської капітули. Архієпископ Ісакович був дуже стурбований розвитком закладу, часто відвідував його. Під час цих відвідин він фундував солодощі та різні подарунки для своїх вихованців. У 1900 році, після смерті отця Каєтановича, Ісаак Ісакович призначив директором отця Богдана Давидовича.
№ 26 — Львівський професійний коледж ресторанного бізнесу засновано відповідно до наказу Львівської облспоживспілки від 23 жовтня 1944 року під назвою школа торгово-кулінарного шкільництва міського відділу народної освіти. Першочерговим завданням школи була підготовка кваліфікованих робітників для підприємств громадського харчування та торгівлі міста Львова та Львівської області. 24 жовтня 1966 року школа торгово-кулінарного шкільництва на основі наказу Міністерства торгівлі України та Комітету професійно-технічної освіти Львівської області реорганізована у Львівське професійне торгово-кулінарне училище. На підставі наказу Міністерства торгівлі України та Комітету професійно-технічної освіти від 12 червня 1985 року торгово-кулінарне училище реорганізоване в СПТУ № 18 м. Львова. З метою оптимізації мережі училищ області, вдосконалення змісту структури професійної освіти, покращення якості підготовки і зменшення витрат на підготовку кадрів на виконання наказу Міністерства освіти України та Комітету професійної освіти № 189 від 2 липня 1993 року до СПТУ № 18 було приєднано ПТУ № 68 і вже у 1996 році СПТУ № 18 м. Львова реорганізоване в ПТУ № 18 м. Львова на підставі наказу Міністерства освіти і науки України № 211 від 18 серпня 1996 року. У 2005 році училище було реорганізоване у Львівський професійний ліцей торгівлі та сфери послуг. На основі наказу № 1854 від 30 грудня 2013 року «Про зміну типу та назви державного професійно–технічного навчального закладу» та наказу Департаменту освіти і науки Львівської обласної державної адміністрації від 17 січня 2014 року № 14 змінено тип та назву державного професійно-технічного навчального закладу «Львівський професійний ліцей торгівлі та сфери послуг» на державний навчальний заклад «Львівське вище професійне училище торгівлі та сфери послуг». На основі наказу № 527 від 17 квітня 2024 року «Про зміну найменування Державного навчального закладу „Львівське вище професійне училище торгівлі та сфери послуг“» змінено найменування Державного навчального закладу «Львівське вище професійне училище торгівлі та сфери послуг» на Заклад професійної (професійно-технічної) освіти «Львівський професійний коледж ресторанного бізнесу».
№ 39 — у 1872 році в будинку містилась жіноча вчительська семінарія. З 1 жовтня 1899 року в цьому будинку розташовувалась Торговельна академія, яка перебувала тут понад 20 років. У 1902—1903 роках Торгова школа отримала статус Цісарсько-королівської торговельної академії. Також у цьому будинку певний час розташовувалася урядова друкарня. 1919 році Цісарсько-королівська торгова академія змінила назву на «Державна торговельна академія у Львові». За радянських часів тут містився технікуми радянської торгівлі та громадського харчування.
№ 45 — навчальний корпус №2 Української академії друкарства. Триповерховий наріжний будинок (інша адреса — вулиця Підвальна, 17), збудований 1891 року в стилі історизму за проєктом, що розроблявся в міському будівельному уряді під наглядом архітектора Юліуша Гохберґера. Над вхідним порталом будинку з боку вулиці Підвальної розташована пам'ятна мармурова таблиця з написом: «За панування цісаря Франца Йозефа І громада міста Львова під керівництвом свого Президента Едмунда Мохнацького цей будинок для користі і добра шкільної молоді поставила у році 1891», а вхідний портал з боку вул. Лесі Українки прикрашає герб міста Львова австрійського періоду. В будинку містилася жіноча та чоловіча школи імені Сташиця, а у міжвоєнний період — електромеханічна школа. Від радянських часів у будинку міститься заочний факультет та приймальна комісія Української академії друкарства. У 1974 році, на наріжнику будинку встановлено меморіальну пам'ятну таблицю з горельєфом Івана Федорова, на згадку про 400-ліття початку книгодрукування в Україні.